# Piotrkowiczki
Piotrkowiczki (niem. Peterwitz) – wieś w Polsce położona w województwie dolnośląskim, w powiecie trzebnickim, w gminie Wisznia Mała.

## Historia
Wieś wzmiankowana po raz pierwszy w łacińskim dokumencie z 1222 roku wydanym przez biskupa wrocławskiego Lorenza gdzie zanotowana została w zlatynizowanej, staropolskiej formie „Petrcovice” we fragmencie Petrcovice in montibus prope Trebnizam.
We wsi był przystanek kolei wąskotorowej Piotrkowiczki.
W latach 1954-1959 wieś była siedzibą gromady Piotrkowiczki, po jej zniesieniu w gromadzie Wisznia Mała. W latach 1975–1998 miejscowość administracyjnie należała do województwa wrocławskiego.

## Zabytki
Do wojewódzkiego rejestru zabytków wpisane są:
- kościół filialny pw. Najświętszego Serca Pana Jezusa, jednonawowy, murowany, zbudowany w XV w. w stylu gotyckim i przebudowany w XIX w., gdy zbudowano także oddzielnie stojącą dzwonnicę. W środku świątyni wiele elementów z XVII w., m.in. epitafia i renesansowa ambona
- dzwonnica, drewniana, z XVIII w.